# Oren Smadja
Oren Smadja (n. 20 iunie 1970, Ofakim, Districtul de Sud, Israel) este un judocan ce a reprezentat Israel, medaliat olimpic. A participat la 2 ediții ale Jocurilor Olimpice (1992, 1996) în care a câștigat o medalie de bronz.